# Paróquia de Santo Antônio (Mogi Guaçu)
A igreja de Santo Antônio é um templo católico localizado no bairro de Vila Paraíso, na cidade de Mogi Guaçu, estado de São Paulo, no Brasil. Hoje está sob jurisdição da Diocese de São João da Boa Vista. À volta do edifício está a praça Padre Longino Vastbinder, que foi batizada em honra a seu idealizador.

## História
Foi fundada em 11 de junho de 1987, por iniciativa do padre Longino Vastbinder, então pároco da Igreja Matriz Imaculada Conceição, que criou uma comissão para arrecadar fundos para sua construção. Até àquele momento, o território era uma comunidade da igreja matriz. O que motivou o padre a propor a separação das paróquias foi o rápido crescimento urbano pelo qual a cidade passava naquela época, já que havia a necessidade de ter mais uma estrutura para acomodar os fiéis.
Naquela época, os terrenos do bairro foram divididos, e um deles foi doado para a construção da igreja, e, posteriormente, o terreno vizinho foi comprado para a construção do salão paroquial. O primeiro pároco da igreja foi o padre Paulo de Tarso Noronha Cominato, e a consagração da igreja foi realizada pelo então bispo diocesano, Dom Tomás Vaquero. Em  1993, o padre João Marcos Moreira assume o controle da paróquia, e cedendo seu lugar ao padre Denilso Secco em 3 de abril de 2002.

## Comunidade
Em dependência da paróquia há a comunidade de São Sebastião, que foi idealizada em 1977, devido à baixa participação religiosa dos moradores do bairro Itacolomy naquela época, fato que foi creditado à distância que a população tinha de percorrer para participar das missas. Uma comissão montada pelo padre Damião, então vigário paroquial da paróquia Imaculada Conceição, começou a organizar a arrecadação de fundos para a construção da igreja em 1981. Um dos meios usados foi a realização de quermesses, e o recebimento de materiais de doações de empresas locais.

## Párocos
Lista de párocos que já estiveram à frente da igreja Santo Antônio:
- Pe. Paulo de Tarso Noronha Cominato (11 de junho de 1987 — 1º de janeiro de 1993)
- Pe. João Marcos Moreira (2 de janeiro de 1993 — abril de 2002)
- Pe. Denilso Secco (4 de abril de 2002 — fevereiro de 2021)
- Pe. Rafael Fabiano (fevereiro de 2021 — atualmente)